# Larinioides
Genre
Larinioides est un genre d'araignées aranéomorphes de la famille des Araneidae.

## Distribution
Les espèces de ce genre se rencontrent en zone holarctique.

## Liste des espèces
Selon World Spider Catalog (version 17.5, 17/09/2016) :
- Larinioides chabarovi (Bakhvalov, 1981)
- Larinioides cornutus (Clerck, 1757)
- Larinioides ixobolus (Thorell, 1873)
- Larinioides jalimovi (Bakhvalov, 1981)
- Larinioides patagiatus (Clerck, 1757)
- Larinioides sclopetarius (Clerck, 1757)
- Larinioides suspicax (O. Pickard-Cambridge, 1876)

## Publication originale
- Caporiacco, 1934 : Aracnidi. In Missione zoologica del Dott. E. Festa in Cirenaica. Bollettino dei Musei di Zoologia e Anatomia comparata della Regia Università di Torino, vol. 44, p. 1-28.